# 9 × 19 mm Parabellum
La 9 mm Parabellum (anche 9 Luger e vari altri) è una cartuccia in calibro 9 mm per armi automatiche, sviluppata da Georg Luger intorno al 1901, per la seconda versione della sua Parabellum-Pistole, la Modell 1902 (P02), derivandola e adattandola dalla precedente munizione della pistola, la 7,65 Luger.
Nel 1903 fu perfezionata e messa in produzione dalla fabbrica tedesca DWM (Deutsche Waffen- und Munitionsfabriken) con il codice DWM-480C, e ad entrambe le cartucce Luger, fu assegnato l'appellativo commerciale "Parabellum".
Ad oggi è diventata la cartuccia per armi leggere più popolare e più sparate della storia, e sarà conosciuta in tutto il mondo anche per l'adozione della NATO e per aver rimpiazzato nel 1985 la cartuccia .45 ACP, nelle pistole d'ordinanza della US Army, per mezzo della Beretta M9.

## Storia
La cartuccia 9 mm sembrerebbe nata per contrastare alcuni giudizi negativi di "scarso potere penetrante ", della cartuccia 7,65 mm, con la quale nacque la pistola Luger Parabellum nel 1897. Così, l'ingegner Georg Luger, che era solito costruire direttamente i prototipi e provarli per le eventuali modifiche, arrivò nel 1902 alla versione "maggiorata". Ed il salto dal 7,65 al 9 mm fu l'evoluzione naturale. Il British Small Arms Committee (commissione britannica delle armi corte) ricevette la comunicazione della nuova Parabellum in calibro 9, il 17 marzo del 1902. La commissione tedesca di controllo e prova delle armi (Gewehr-Prüfungskommission) iniziò a testare 55 Parabellum, acquistate nell'aprile del 1902, e tra aprile e maggio del 1904 fu testata anche in calibro 9 mm con punta piatta (flat-nose), per verificare la possibilità di "... incrementare la mortalità ".
Tre prototipi di pistole in 9 Luger furono consegnati all'esercito degli Stati Uniti, per i test all'Arsenale di Springfield svolti a metà del 1903. 
La Marina militare tedesca mostrò interesse e adottò la versione della pistola Parabellum con la canna da 150 mm (P04) in calibro 9 mm, nel marzo del 1904 (poi famosa anche come "Navy Luger "). Nel 1908 anche l'esercito imperiale tedesco adotta la Parabellum in calibro 9 mm, ma con canna da 100 mm (P08).
Dopo la prima guerra mondiale, le pistole in 9 mm Parabellum furono adottate da numerose nazioni; e alla fine della seconda guerra mondiale questo calibro si diffuse ancora più rapidamente, anche in altre pistole.
La cartuccia 9 Para è stata prodotta da (o per conto di) più di 70 nazioni diverse e oggi è diventata la cartuccia per pistola più usuale, essendo il calibro standard delle pistole NATO e della maggior parte degli eserciti del mondo.

## Tecnica storica
La nuova cartuccia da 9 mm, fu creata modificando il bossolo (a forma di bottiglia) della cartuccia originale, in calibro 7,65 mm. La naturale trasformazione fu quella di allargare il colletto fino ad ottenere il bossolo cilindrico, cosa che aumentò a 9 mm di diametro interno. E per mantenere la stessa lunghezza di cartuccia originale, con la nuova palla, fu necessario accorciare la lunghezza del bossolo da 21 a 19 mm, ottenendo tuttavia una cartuccia più potente.
 

Il progetto originale prevedeva l'uso di una palla FMJ, full metal jacket (completamente incamiciata in metallo), con ogiva a tronco di cono e del peso di 124 grani (8 grammi). In Germania questo proiettile fu rimpiazzato da 124 pallini in un rivestimento metallico nel 1915-16; la pallottola tronca continuò ad essere utilizzata come proiettile per uso commerciale negli Stati Uniti.

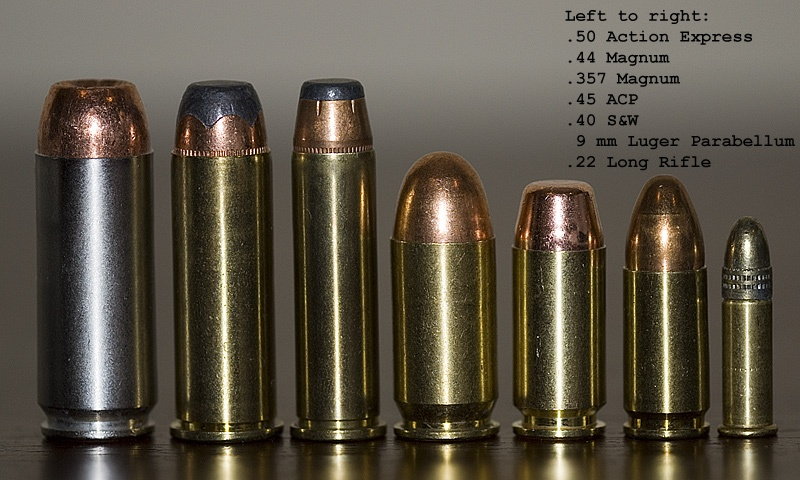
.50 Action Express, .44 Magnum, .357 Magnum, .45 ACP, .40 S&W, 9 mm Parabellum e .22 LR.

In Germania, per risparmiare il piombo durante la seconda guerra mondiale, si usava mettere un'anima di ferro nel proiettile, che era rivestito di piombo. La pallottola era facilmente identificabile perché di color nero, ed era nota come 08mE (mit Eisenkern ), cioè con nucleo di ferro.
Altra variazione in tempo di guerra, nota come proiettile 08SE e identificabile dal rivestimento grigio scuro, fu creata pressando ad alta temperatura della limatura di ferro, ed ottenendo così un materiale robusto detto SinterEisen (ferro sinterizzato).
La Germania produsse anche, durante la seconda guerra mondiale, una cartuccia speciale per uso con silenziatore, identificabile da una "X" nella punzonatura o da un rivestimento di acciaio verde laccato, con 150 grani (9,6 grammi) di pallottola FMJ e con una velocità iniziale subsonica. Altre nazioni svilupparono anch'esse proiettili pesanti con cariche subsoniche per l'uso con silenziatori.
Al termine della seconda guerra mondiale il peso più diffuso divenne quello da 124 grani (8 grammi), per incrementare la sua accuratezza. Sono comunque disponibili proiettili di peso fino a 147 grani (9,5 grammi).
Con lo stesso diametro di proiettile, cioè 9 mm, sono state allestite altre cartucce, in particolare: la 9 × 17 mm, che è anche detta "9 mm corto" (cartuccia nota anche come ".380 ACP" o "9 mm Browning"); la cartuccia 9 × 18 mm (o 9 mm Makarov o 9 mm Police), che però ha un diametro maggiore di 9 mm; la 9 × 21 mm (o 9 mm Lungo); e altre.
In risposta alla richiesta della NATO di sostituire l'ormai vecchio 9 × 19 mm Parabellum, è stata sviluppata in Belgio dalla FN Herstal la cartuccia di piccolo calibro FN 5,7 × 28 mm. Nel 2002 e 2003 la NATO ha condotto una serie di test con l'intenzione futura di standardizzare una cartuccia PDW in sostituzione della veneranda cartuccia 9 × 19 mm Parabellum. I test hanno confrontato i pregi relativi sia della cartuccia 5,7 × 28 mm, sia della cartuccia 4,6 × 30 mm creata dalla concorrente tedesca Heckler & Koch. La NATO ha decretato vincitrice la cartuccia da 5,7 × 28 mm, citando prestazioni superiori nei test, ma la delegazione tedesca ha obiettato fortemente e così il processo di standardizzazione è stato bloccato.

## Componenti
- Ottone: fin dall'inizio della produzione, nel 1902, è stato il componente più usato per la costruzione del bossolo. Per motivi di estetica, durata e identificazione, viene a volte placcato o dipinto con nichel o rame.
- Alluminio: per risparmiare ottone sono stati prodotti bossoli in alluminio fin dal 1921 (Svizzera) e da allora è continuato lo sviluppo e uso di questo materiale.
- Acciaio: diverse nazioni hanno sperimentato l'uso di acciaio per la costruzione di bossoli calibro 9 mm fin dalla seconda guerra mondiale, soprattutto per contrastare la carenza di ottone. Oggi i bossoli in acciaio sono prodotti in vari Paesi per l'assemblaggio di munizioni destinate principalmente ad uso militare, ma anche da destinare al mercato civile. Si tratta comunque di munizioni economiche non destinate al riutilizzo, in quanto l'acciaio risulta poco adatto alla ricarica.

Altri materiali: la plastica è stata usata nella produzione di munizioni calibro 9 mm da diverse nazioni.

## Prestazioni balistiche
La cartuccia calibro 9 mm combina una traiettoria piatta con un rinculo moderato. L'energia è abbastanza alta, oltre i 500 Joule e la velocità di volata è supersonica, oltre i 330 m/s.
Il suo vantaggio principale è nelle sue piccole dimensioni ed economia di risorse per la sua produzione. Il suo svantaggio principale è la tendenza a trapassare il bersaglio (basso potere d'arresto) e una cattiva cavitazione permanente (dimensione del foro) quando si usano proiettili normali, non ad espansione.
È ritenuta una buona cartuccia per piccola cacciagione. Grazie alla sua economicità, facilità di produzione e adeguatezza alla maggior parte degli usi, è diventata la cartuccia per pistola più usata nel mondo.
Per l'uso da parte di forze di polizia o per difesa personale, sono disponibili anche caricamenti con proiettili espansivi (dove ammesso, come in USA), propulsi da una carica di polvere maggiorata (munizioni di tipo +P, secondo gli standard SAAMI), che sviluppano una pressione maggiore di circa il 10%, al fine di incrementare sia la cavitazione temporanea, sia quella permanente, e di ridurre la sovrapenetrazione.

## Legge italiana
Pur avendo sostituito il 9 corto come munizione di ordinanza per le FFAA e di Polizia italiane il calibro 9×19 non è stato soggetto all'attenzione della legge fino al 1975 quando, in piena guerra al terrorismo, è stata approvata dal parlamento italiano la Legge del 18 aprile 1975 numero 110 che ha stabilito che il calibro è destinato alle armi da guerra di cui ha contemporaneamente vietato ai privati porto, detenzione e collezione.
Per sopperire al divieto negli anni ottanta è stato impiegato il calibro 9×21 detto anche 9 IMI perché sviluppato dall'Israelian Military Industry (IMI), in modo da poter commercializzare semi-automatiche camerate 9 mm nel mercato civile. Una famosa pistola camerata per il 9×21 è la Beretta 98FS, versione vendibile sul mercato civile autorizzato della 92FS, camerata per il 9×19.
Al termine della guerra al terrorismo non si è avvertita immediatamente la necessità di riabilitare il calibro più usato al mondo per le armi corte fino a quando il parlamento italiano ha recepito con il D.Lgs 204/2010 la direttiva 2008/51/CE con il risultato di limitare il divieto alle sole armi corte e semiautomatiche o a ripetizione la cui fabbricazione veniva concessa ai titolari di licenza di fabbricazione di armi comuni da sparo (Art. 31 TULPS) limitandone però la destinazione alle sole esportazione o cessione alle Forze Armate, di Polizia o di altri corpi armati dello stato.
L'ultima evoluzione normativa è avvenuta il 21 dicembre 2021 quando la Camera dei Deputati ha votato il “Sì” definitivo alla legge europea, che contiene l’emendamento Fazzolari per la completa legalizzazione delle armi in calibro 9×19mm, o 9 Luger, in Italia comunemente noto come 9 Parabellum. La legge, n.238/2021, è entrata in vigore in data 01/02/2022, successivamente alla pubblicazione in Gazzetta Ufficiale del 17/01/2022, consentendo a tutti i detentori di armi in calibro 9×21 IMI di ricalibrare le proprie armi con l'acquisto di una canna adeguata.

## Velocità d'uscita
- 115 grani (7,5 grammi) full metal jacket: 390 m/s (1 280 ft/s)
- 124 grani (8 grammi) full metal jacket: 360 m/s (1 180 ft/s)
- 130 grani (8,32 grammi) JSP sino a: 330 m/s (1 083 ft/s)

## Sinonimi
- 9 mm Luger o 9 Luger
- 9 mm Parabellum o 9 Parabellum
- 9 mm Para o 9 Para
- 9 mm NATO o 9 NATO
- 9mm×19
- 9 × 19 mm
- 9 × 19 mm NATO
- DWM-480C